# Petrotilapia tridentiger
Petrotilapia tridentiger és una espècie de peix de la família dels cíclids i de l'ordre dels perciformes. Va ser descrit per l'ictiologa Ethelwynn Trewavas el 1935.

## Morfologia
Els mascles poden assolir 17 cm de longitud total.

## Hàbitat
És una espècie de clima tropical entre 24 °C i 26 °C de temperatura.

## Distribució geogràfica
Es troba a Àfrica: llac Malawi.